# Висоцька Ізольда Костянтинівна
Ізольда (Іза) Костянтинівна Висоцька (до шлюбу Мєшкова, у першому шлюбі Жукова; 22 січня 1937, Горький - 20 липня 2018, Нижній Тагіл) — радянська і російська актриса, мемуаристка, Народна артистка Росії (2005).
Перша дружина Володимира Висоцького, з 25 квітня 1960 по 1965 рік.

## Біографія
Іза Висоцька народилася 22 січня 1937 року у місті Горький (нині Нижній Новгород).
Закінчила Школу-студію МХАТ у 1958 році. Працювала акторкою у Києві (Театр ім. Лесі Українки, 1958-59), у Ростові-на-Дону (1963-), Пермі, Володимирі та Лієпаї.
Проживала до останніх днів життя в Нижньому Тагілі, з 1970 року працювала в Нижньотагільському драматичному театрі.
Померла 20 липня 2018 року на 82-му році життя. Прощання з Ізольдою Костянтинівною відбулося 22 липня. Ізольда Костянтинівна заповідала кремувати себе, а урну з її прахом її син Гліб відвезе до Єкатеринбурга.

## Родина
- перший чоловік — Жуков (1954-1959).
- другий чоловік (25 квітня 1960 - травень 1965[5]) — Володимир Висоцький.
  - дочка (04.08.1963 - 07.08.1963)[6].
  - син — Гліб Висоцький (нар. 1 травня 1965)[7], його батько не Володимир Висоцький, живе в Єкатеринбурзі[4][8].
    - онуки[7].

  - племінник - Кирило[4].

## Звання
- заслужена артистка РРФСР (1980)
- народна артистка Російської Федерації (2005) [1]